# Kyrkjetaket
Kyrkjetaket o Kirketaket és una muntanya situada a la frontera dels municipis de Rauma i Nesset, al comtat de Møre og Romsdal, Noruega. El pic es troba a Rauma, a uns 7 quilòmetres al nord-est de la localitat d'Isfjorden i a 12,4 quilòmetres d'Åndalsnes. La muntanya Juratinden es troba a uns 9 quilòmetres al sud-est de Kyrkjetaket. El nom de Kyrkjetaket es tradueix com "el sostre de l'església".
Al febrer de 2004 va ser triat com una de les 10 millors muntanyes alpines de Noruega per la revista Vie Flyt.